# Chroodiscus coccineus
Chroodiscus coccineus är en lavart som först beskrevs av William Allport Leighton och fick sitt nu gällande namn av Johannes Müller Argoviensis 1890. 
Chroodiscus coccineus ingår i släktet Chroodiscus och familjen Thelotremataceae.   Inga underarter finns listade i Catalogue of Life.